# イボニシ
イボニシ（疣辛螺・疣螺） Thais clavigera  は、腹足綱 アッキガイ科 に分類される肉食性の巻貝の一種。極東アジアから東南アジアの一部まで分布し、潮間帯の岩礁に最も普通に見られる貝の一つ。しかし分類学的には未解明の部分もあるとされる。他の貝類を食べるため養殖業にとっては害貝であるが、磯で大量に採取し易いために食用にされたり、鰓下腺（パープル腺）からの分泌液が貝紫染めに利用されたりする。

## 形態

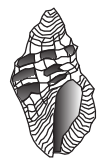
イボニシ

成貝は殻高2－4cmの紡錘形で、名前の通り殻表には多数の低い結節がある。殻色は灰白色～淡褐色の部分に、結節を中心にした黒色～黒褐色の斑紋が拡がって全体的に黒っぽく見えるものが多い。内唇・軸唇はクリーム色。内唇、外唇ともに余り肥厚しないが、殻質は堅固である。蓋は角が丸い歪んだ台形で、核は外端にあり、中央部に幅広い赤褐色の色帯がある。殻の形態には様々なものが見られるが、紀伊半島の田辺湾に生息するC型・P型と呼ばれる二型は、殻のみならず生態的にも遺伝的にも異なることが明らかとなっており、複数の種に分割される可能性も示唆されている（→C型とP型の項参照）。
歯舌は新腹足類に共通の狭舌型（きょうぜつがた）あるいは尖舌型（せんぜつがた）と呼ばれる形式で、1個の中歯とその左右にある1対の側歯からなり、この計3個を横一列として前後に多数並んでいる。足の裏の前端近くに穿孔腺（または副口腺）と呼ばれる酸を分泌する器官を持ち、獲物の貝殻などに穴を開ける場合に、この酸と歯舌の運動が利用される。
他のアッキガイ科と同様、外套腔内部の鰓のすぐ横には鰓下腺（さいかせん：別名パープル腺）がある。この腺の分泌液には6,6’-ジブロモインディゴ（C16H8O2N2Br2）と呼ばれる物質が含まれており、神経を麻痺させる作用があるため、捕食者に対する防御や餌の貝類を攻撃するのに利用されるほか、卵嚢にも注入することで卵が他の生物に食われないようにしていると言われる。この液は紫外線の下で酸化すると紫色に変化することから、古代から他のアッキガイ科貝類とともに貝紫として染色に利用されてきた。また、乾燥などで内部の卵や胚が死滅した卵嚢では色素の発色が起こり、紫色を呈する。

## 生態

### 分布と棲息地
日本（北海道南部以南～九州）やロシア極東部、朝鮮半島、中国沿岸～マレー半島周辺まで広く分布する。この地域では潮間帯の岩礁などで最も普通に見られる貝類の一つ。岩礁以外でも岸壁や堤防、干潟、河口など様々な場所に棲息し、転石下などに多産する場合もある。ただし、いずれの場所でも石やカキ礁などに付いていることが多く、全く泥や砂だけの干潟や砂州などには普通は見られない。

### 餌
肉食性で、穿孔腺という酸を分泌する器官を持ち、主に固着性の動物の殻に穿孔腺からの酸と歯舌の運動で穴を開け、その肉を捕食する。ただし、同様の環境に生息する同じ科のシマレイシガイダマシが殻に直接丸い孔を時間をかけて穿孔するのに対し、イボニシの場合には殻の合わせ目に微細な刻み目をうがち、そこから毒を注入して抵抗力を奪い、こじ開けて中の肉を摂食することも多い。獲物は主として岩に固着する貝類（特にカキやカサガイ類など）やフジツボ類を好む。このため同様の生態をもつアカニシやレイシガイなどとともにカキ養殖業にとって害貝となっている。しかし後述の田辺湾のP型イボニシでは食性幅は狭く、ほとんどイワフジツボしか捕食しないことや、特定の餌で飼育した個体は、その後も他個体よりもその餌を好む傾向があることも報告されている（阿部, 1994）。

### 繁殖
他の新腹足類と同様に雌雄があり、交尾によって受精し、初夏から盛夏にかけて3ヶ月弱の産卵期の間に岩礁潮間帯のオーバーハングした表面などに数百から数千個体が群がり、多数の卵嚢（らんのう）をぎっしりと密集させて産み付ける。卵嚢は中膨れの長い筒状で下部の短い柄で岩に接着され、先端は平たくなっており、一つの卵嚢内に130ほどの卵が入っている。最初のうちは中の卵の色のため黄色っぽいが、時が経つにつれて発生が進んだ胚のため灰褐色の斑点を生じ、孵化近くなると内部全体が灰褐色になり、やがて平たい先端部にある円形の脱出口が開いて小さい殻を持ったベリジャー幼生が孵化し水中に泳ぎ出る。卵嚢の一部は同じアッキガイ科のウネレイシガイダマシやヒメヨウラクガイが穿孔し、中の卵や胚を捕食する。ベリジャー幼生は植物プランクトンを摂取して数週間かけて育つが、大きくなるにつれて足から粘液からなる長い糸を分泌し、クモの幼体がバルーニングをしているように浮遊する。この浮遊姿勢は他のアッキガイ科のベリジャー幼生と共通する。
20世紀末頃には、船舶などのへの生物付着を防止する目的で使用された有機スズ塗料が海中に溶け出し、イボニシなどを含む貝類のインポセックス現象(雌にオスの生殖器ができて不妊化する現象）が生じたほか、有機スズは一定濃度を超えるとベリジャー幼生も殺してしまうためにイボニシの個体数が各地で激減したとされるが、その後の塗料規制により一部海域では復活しているとも言われている。

## C型とP型
イボニシは分布が広く、各地で様々な殻形態のものが見られるが、それらについての研究は十分になされていない。しかし和歌山県の田辺湾の個体群では詳細な研究がなされ、イボニシの未だ解明されない謎の一端が明らかにされている。

### 二型の存在
田辺湾には殻で明瞭に区別できる二型しか生息せず、それぞれC型（Form C）とP型（Form P）と名付けられている。C型は結節が円錐形（conical）にとがり、結節間の淡色部が広く、成長すれば大半が殻高2cm以上、時に3cm以上になる。一方のP型では結節が乳頭状（papillary）で大きく丸く膨み、結節間の淡色部は狭く、成長しても2cm以上になることは少ない。これら二型間では交雑も少なく、観察された131例の交尾のうち、わずか4例に過ぎなかったと報告されている（阿部, 1985）。
両者は食性でも異なり、C・P型とも小さいうちはイワフジツボを食べているが、成長するに従いC型はクロフジツボやカメノテその他の二枚貝などの大型の複数種を食べるようになり、一方のP型は成長してもずっとイワフジツボのみをほぼ専食するという。また飼育下での観察では、摂食速度や成長速度がC型がP型を上回っていることや、特定の餌で飼育した個体は他の個体よりもその餌を食べる傾向が強くなることなども知られている（阿部, 1994）。
また両型はアロザイム分析の結果でも遺伝的に異なることが明らかにされ、P型は湾内のどの場所でも少数派ではあるが、特に湾奥部で少なく外海に近い場所ほど出現比率が高くなること、数千年前の遺跡から出土する貝殻でも両型が区別できること、軟体部の形態では全く識別できないことなども報告されている（Hayashi , 1999) 。

### イボニシ全体と二型の関係
イボニシに色々な形態のものが存在することは古くから認識されており、日本産のものでも現在使用されている学名の元となった Purpura clavigera Küster, 1858 という貝の他に、Purpura problematica Baker, 1891と名付けられたものがある。後者 problematica は前者 clavigera の変異に過ぎないと見なされ、永年シノニムとされてきたが、田辺湾の二型を研究した阿部（1985）は、C型は clavigera に、P型は problematica にそれぞれ対応すると結論した。ただし両者が別種かどうかは不明とも述べている。
これに対し、二型の遺伝的違いを研究したHayashi（1999）は、田辺湾にはC・P二型しか生息しないが、日本各地に見られるものの多くはC・P型とは異なる別の型であり、C・P型に似たものも少数出現するが、それらと田辺湾のC・P型との関係は不明であるとしている。更に clavigera や problematica のタイプ標本（学名の基準となる標本）が田辺湾のものでない以上、学名との対応も不明である旨を述べている。

## 利用
独特の苦味があるが、塩茹でや、煮付け、味噌汁の具などに利用されるほか、殻のまま潰して作るニシ汁などに利用される。但し、一般的に広く流通することはほとんどなく、産地で消費される事が多い。また、前述のとおり他のアッキガイ科と同様、外套腔内の鰓下腺（パープル腺）からの分泌液を利用して貝紫染めに利用されることがある。この染色はかつては実用とされていたが、今日では博物館などの体験学習として行われることが多い。他には貝細工にも利用されることがある。